# Al-Huwayz al-Shamali
Huweiz Elshmali (tiếng Ả Rập: الحويز الشمالي) là một ngôi làng Syria nằm ở phó huyện Qalaat al-Madiq thuộc huyện Al-Suqaylabiyah, Hama. Theo Cục Thống kê Trung ương Syria (CBS), Huweiz Elshmali có dân số 771 trong cuộc điều tra dân số năm 2004.